# NGC 1448
NGC 1448 är en spiralgalax utan stavar, som syns nästan på kanten, i stjärnbilden Pendeluret. Den ligger på ett avstånd av 55 miljoner ljusår från solsystemet och upptäcktes den 24 oktober 1835 av astronomen John Herschel. Han observerade galaxen på nytt den 14 december 1835, vilket resulterade i att den listades två gånger i New General Catalogue, som NGC 1448 och som NGC 1457.
Från spektralanalysen av SN 2001el upptäcktes över ett dussin diffusa interstellära band i NGC 1448 – ett av få fall där dessa band observerades utanför Vintergatan. Banden var dock betydligt svagare vid SN 2003hn.
I januari 2017 tillkännagavs att bevis för ett supermassivt svart hål i NGC 1448 hade hittats i galaxens centrum.
Galaxen tillhör NGC 1433-gruppen, en del av Doradusmolnet.

## Supernovor
Sex supernovor har observerats i NGC 1448:
- SN 1983S (typ II, magnitud 14,5) upptäcktes av Robert Evans den 6 oktober 1983.[6][7]
- SN 2001el (typ Ia, magnitud 14,5) upptäcktes av Berto Monard den 17 september 2001.[8][9]Den nådde magnitud 12,3, vilket gör den till den ljusaste supernovan från 2001.[10]
- SN 2003hn (typ II, magnitud 14,1) upptäcktes av Robert Evans den 25 augusti 2003.[11][12]
- SN 2014df (typ Ib, magnitud 14) upptäcktes av Berto Monard den 3 juni 2014.[13][14]
- SN 2020zbv (typ IIP, magnitud 18,83) upptäcktes av Distance Less Than 40 Mpc Survey (DLT40) den 10 november 2020.[15]
- SN 2021-gropen (typ Ia, magnitud 13,5) upptäcktes av ASAS-SN den 10 juni 2021.[16]

## Galaxen i olika våglängder

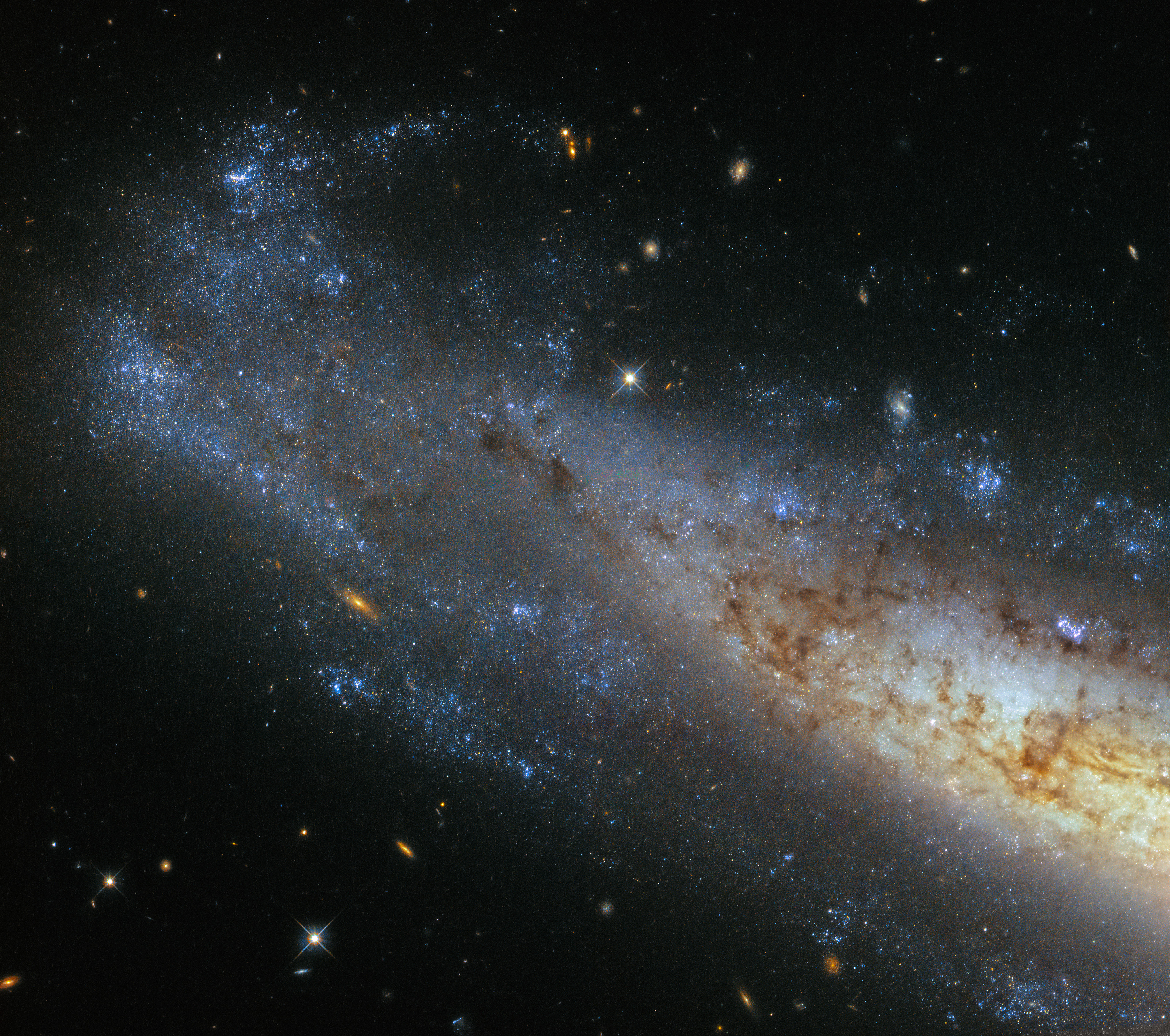
NGC 1448 tagen med Hubbleteleskopets vidvinkelkamera 3.
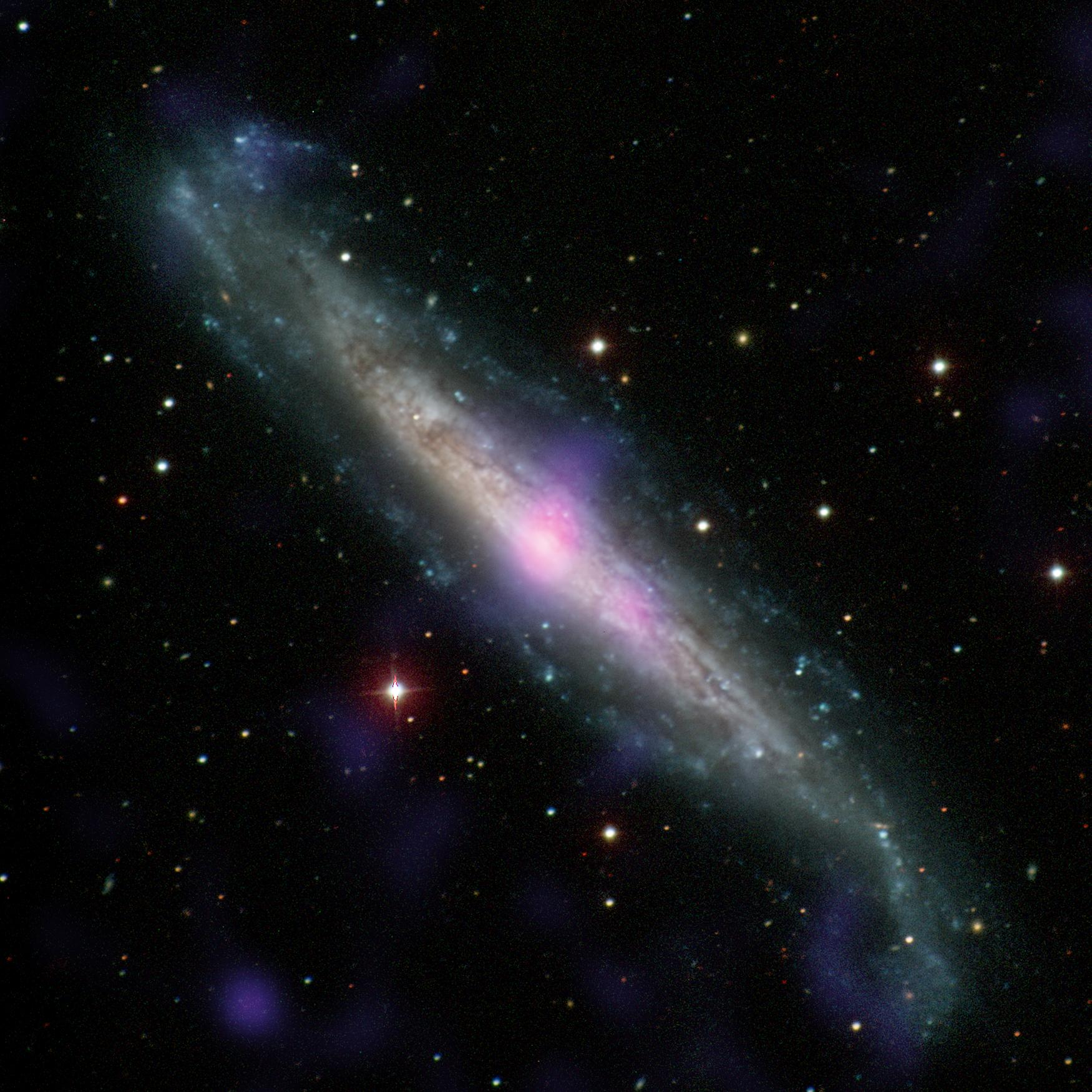
NGC 1448 i optiskt ljus och röntgenstrålning av NuSTAR och Chandra-teleskopet
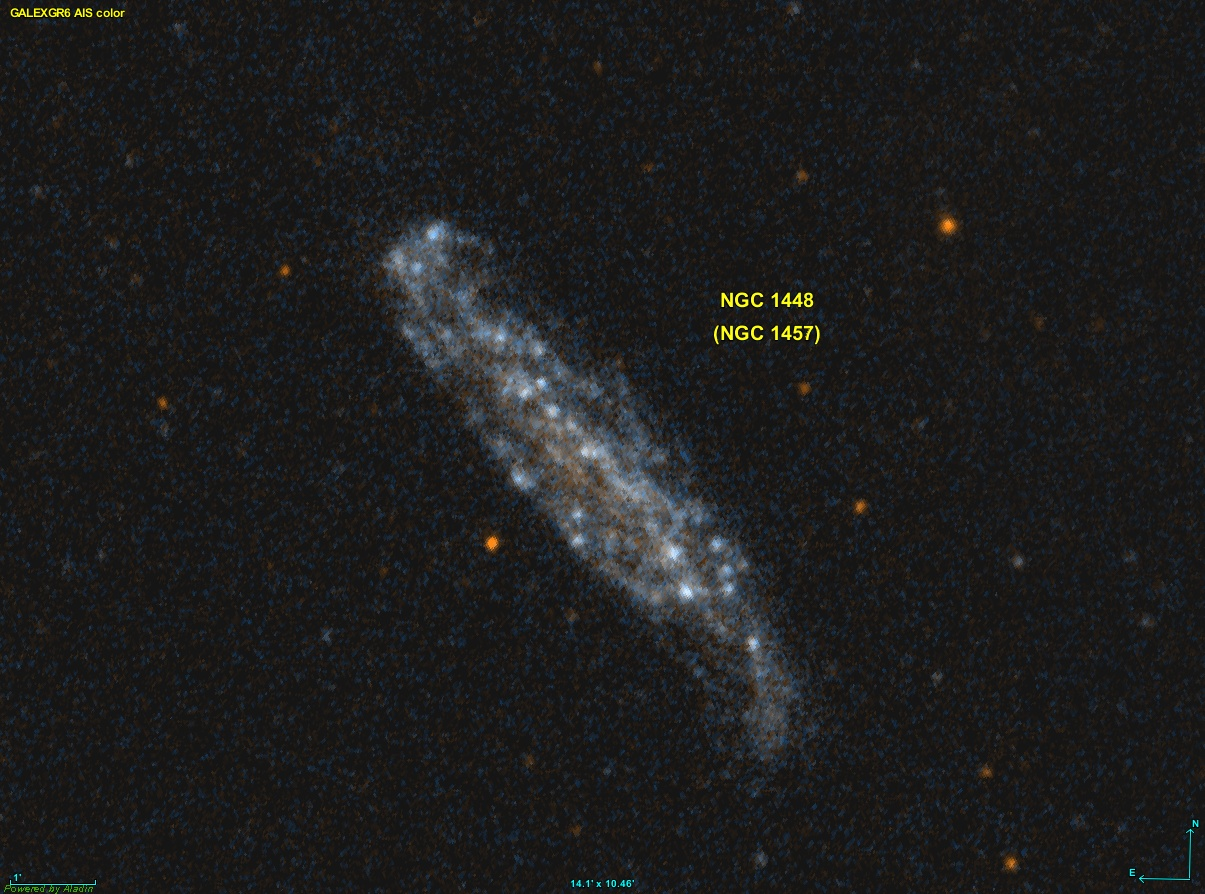
NGC 1448 i ultraviolet av GALEX